# 미야노촌 (야마구치현)
미야노촌(宮野村)은 야마구치현 요시키군에 있된 촌이다. 

## 지리
야마구치 시가지 북쪽, 기토 고개 기슭에 위치한다. 산 사이의 약간의 평지에 논과 밭이 펼쳐져 있다.

## 역사
- 1889년 4월 1일 - 정촌제 시행에 의해 요시키군 미야노촌이 성립하였다.
- 1941년 4월 1일 - 야마구치시에 편입되었다.

## 명칭
미야노라는 명칭은 858년(덴난 2년)에 발행된 문덕실록에 쓰여진 것에서 유래한다.